# Relaciones España-Montenegro
Las relaciones España-Montenegro son las relaciones entre estos dos países. España no tiene embajada en Montenegro, pero la embajada española en Belgrado (Serbia) está acreditada para Montenegro.

## Relaciones diplomáticas
Tras la independencia de Montenegro en junio de 2006, las relaciones diplomáticas se establecieron el 11 de diciembre de 2006, mediante intercambio de cartas entre los respectivos Ministros de Asuntos Exteriores de España y Montenegro, Miguel Ángel Moratinos y Milan Rocen. Desde ese momento, las relaciones entre ambos países han sido excelentes, sin que existan contenciosos. Por otro lado, España apoya el deseo de Montenegro de integrarse en la UE y en las estructuras euroatlánticas de seguridad.
La cercanía de posiciones y el interés en fomentar relaciones están en la base de la negociación y firma de una Declaración Política bilateral el 19 de mayo de 2011 con ocasión de la visita del MAE Milan Rocen a Madrid y su entrevista con la ministra de Asuntos Exteriores Trinidad Jiménez. En diciembre de 2013 el primer Embajador de Montenegro en España, con residencia en Podgorica, Sr. Zeljko Perovic, entregó copias de sus cartas credenciales en el MAEC.

## Relaciones económicas

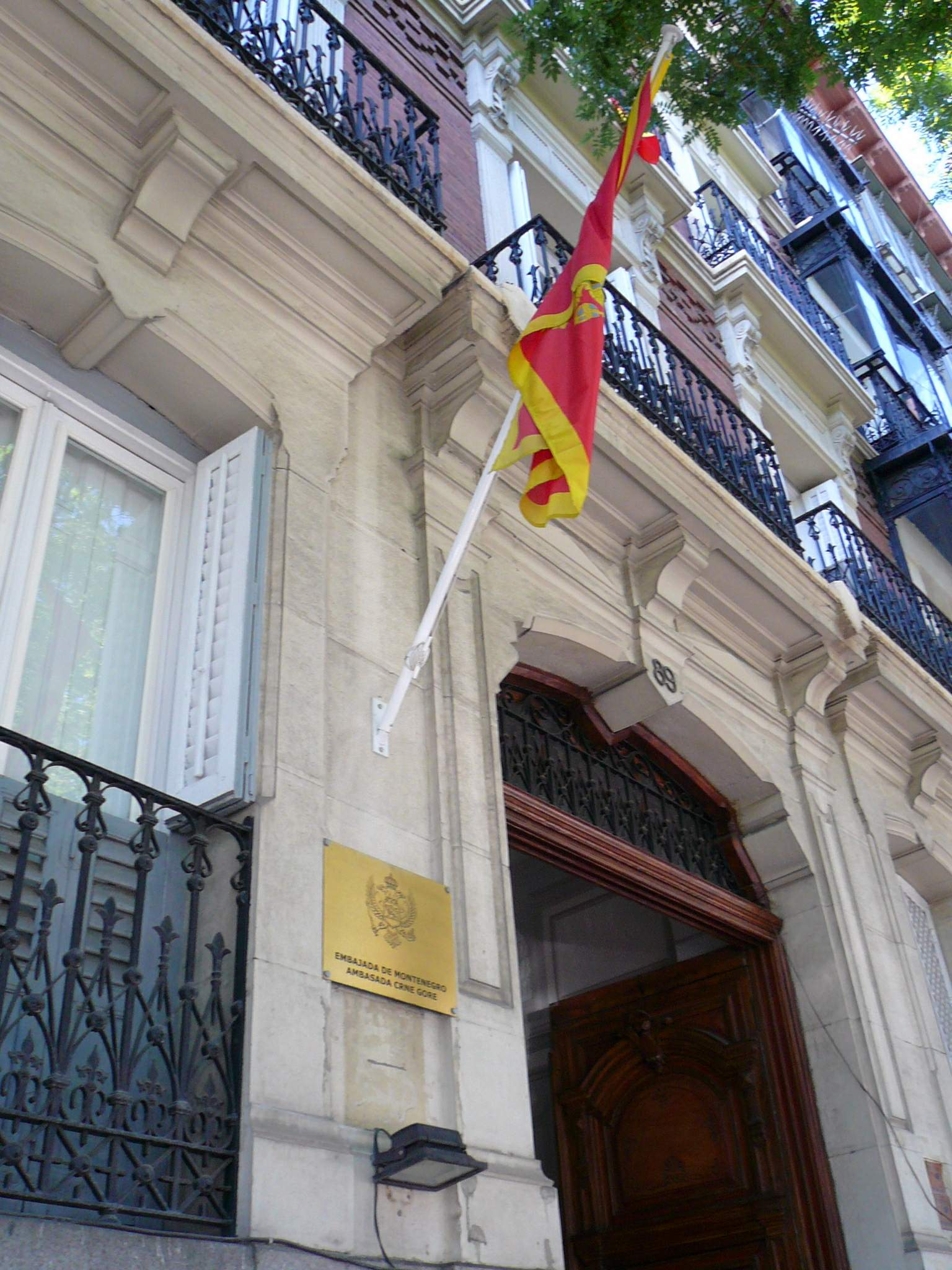
Embajada de Montenegro en Madrid

No existe un marco institucional específico, las relaciones bilaterales se desarrollan sobre la base de acuerdos firmados con la anterior República Federal de Yugoslavia.
De acuerdo con las estadísticas locales, las exportaciones españolas a Montenegro a lo largo del 2013 fueron de 27,6 M€., lo que supone un incremento del 8,2 % respecto a las cifras de 2012. En el mismo año, las importaciones desde Montenegro ascendieron a algo más de 860.000 € lo que supone un saldo de la balanza comercial bilateral muy favorable para España.
Los intercambios en el ámbito de los servicios son reducidos En el ámbito del turismo y del transporte, cabe destacar que las agencias montenegrinas
comercializan algunos paquetes vacacionales en España, preferentemente en la costa y en las islas Baleares.

## Cooperación
Desde la Oficina de Técnica de Cooperación de la AECID, en Sarajevo, clausurada en 2011, se gestionaron varios proyectos regionales de fortalecimiento
del Estado de Derecho, educación, desarrollo económico, prevención de conflictos y construcción de la paz con ejecución en Montenegro.
Uno de los proyectos de mayor calado fue el de “Apoyo al Secretariado de Integración Europea de Montenegro en la gestión de fondos europeos”,
capacitación de las instituciones montenegrinas en materia de cooperación transfronteriza, realizado a través de la Fundación Internacional y para Iberoamérica de Administración y Políticas Públicas (FIIAPP) en colaboración con el Secretariado de Integración Europea de Montenegro.
Cabe mencionar asimismo la financiación de un proyecto de desarrollo turístico sostenible en la Región de Prokletije ejecutado por World Wildlife
Fund Med Po y ONGDs locales.